# Poiquilodermia de Civatte
Poiquilodermia de Civatte é uma condição cutânea que se apresenta através de manchas reticuladas vermelhas e/ou marrom-avermelhadas com telangiectasias. É identificável como uma descoloração marrom-avermelhada na lateral do pescoço, geralmente em ambos os lados. É mais comum em indivíduos de pele mais clara, e em mulheres do que em homens, afetando mais frequentemente mulheres de meia-idade à idosas. Esta condição é basicamente uma alteração que ocorre na pigmentação da pele devido à dilatação dos vasos sanguíneos no pescoço. "Civatte" foi o dermatologista francês que a identificou pela primeira vez na década de 1920.